# محمود الحداد
محمود أحمد الحدّاد هو داعية مصري ومؤسس فرقة الحدادية، وفد من مصر إلى السعودية وجلس بها سنين عدة، لكنه نشر مخالفات تناقض التوجُّه السلفي فتسبب بذلك بطرده من السعودية. وتسمية فرقة الحدادية نسبة إليه.

## نشأته
نشأ محمود الحدّاد في مصر، ثم انتقل إلى السعودية وتحديدًا في المدينة المنورة، وهناك اظهر فكرة حرق كتب ابن حجر والنووي، وطعن في الألباني، واتهم ابن تيمية أنه يمالئ أهل البدع، فتسبب بذلك طرده من السعودية.

## انتقادات
- قال ربيع بن هادي المدخلي: «الحداديين قادهم رجل صاحب هوى، صاحب حسد وبغض واحتقار للعلماء، حياته وهو في مصر قبل أن يأتي إلى البلاد معروف بالطعن في العلماء والإساءة إليهم».[3]

## المؤلفات
- رسالة «الخميس» وفيها يبدّع الألباني.[4]